# Фридер Михайло Миколайович
Михайло Миколайович Фридер (псевдо: «Нечай»; 21 листопада 1918, с. Нагуєвичі, нині Дрогобицький район, Львівська область — 10 березня 1945, с. Медвежа, Дрогобицький район, Львівська область) — український військовик, діяч ОУН, хорунжий УПА, командир сотні УПА «Сурма» та «Ударники-3».

## Життєпис
Народився 21 листопада 1918 року у селі Нагуєвичі на Дрогобиччині. Навчався у Дрогобицькій гімназії. Був членом Пласту. 
Член ОУН (1936). Перебував за кордоном (09.1939-1941). Вояк легіону «Нахтіґаль» (1941). Після його розформування, відбув вишкіл у складі 201-го батальйону шуцманшафту в м. Франкфурт-на-Одері, Німеччина (10.1941-03.1942). 
З 1942 року працював перекладачем у Дрогобицькій комендатурі.
У 1944 перейшов до УПА. Командир сотні «Сурма» у ВО-4 «Говерла», згодом ‒ сотні «Ударники-3» у ВО-6 «Сян». Брав участь в охороні установчих зборів УГВР 11-14 липня 1944 року.
Загинув у сутичці з військами НКВС. 
Старший булавний (?), хорунжий УПА (1.02.1945).